# Zirkon
|  | Denne artikel omhandler silikatmineralet. For grundstoffet, se zirconium. |
Zirkon eller zircon er et meget hårdt silikatmineral (ZrSiO4) (hårdhed 7½) og har en massefylde på 4,6 til 4,7. Takket være sin hårdhed modstår zirkon meget høje tryk og temperaturer samt har en høj modstandskraft mod forvitring og erosion hvilket indebærer at der er meget gamle zirkonkrystaller på Jorden. Fordi zirkon er ekstremt modstandsdygtigt anvendes det sædvanligvis til at udføre radiometriske dateringer af bjergarter. Zirkon er også råmateriale for udvinding af grundstoffet zirconium. Smykkestenen hyacinth er en varietet af zirkon og har en rødgul farve med glans og farvespil, næsten som diamanter.
Zirkon har en anden sammensætning end baddeleyit, som er en zirconiumoxid, ZrO2.